# Joaquín Mosquera
Joaquín Mosquera, né le 14 décembre 1787 à Popayán et mort le 4 avril 1878 dans la même ville, est un juriste, diplomate et homme d'État colombien.
Il est président de Grande Colombie de juin 1830 à septembre 1830 et de mai 1831 à novembre 1831 ainsi que vice-président de la République de Nouvelle-Grenade de mai 1833 à avril 1835.